# Kamenec (Holice)
Kamenec (německy: Kamenetz) je část města Holice v okrese Pardubice. Nachází se na severu Holic. V roce 2009 zde bylo evidováno 26 adres. V roce 2001 zde trvale žilo 48 obyvatel.
Kamenec leží v katastrálním území Holice v Čechách o výměře 19,65 km2.